# Walter L. Strauss
Walter Leopold Strauss (* 23. April 1922 in Nürnberg; † 14. Januar 1988 in New York) war ein US-amerikanischer Kunsthistoriker, Unternehmer und Verleger deutscher Herkunft.
Walter L. Strauss wuchs als Sohn des Kaufmanns Justin Strauß (1881–1935) in Nürnberg auf, wo der Vater eine Spielwarenfabrik unter dem Firmennamen Saalheimer & Strauß betrieb. Nach Einführung der Nürnberger Rassegesetze sah sich der noch junge Walter L. Strauss aufgrund seiner jüdischen Herkunft gezwungen, Deutschland zu verlassen, und emigrierte 1936 in die USA. In der Nähe von New York schloss Strauss 1938 die Schule ab. 1942 beendete er seine Ausbildung zum Chemotechniker. Während des Zweiten Weltkrieges war Strauss im Nachrichtendienst der U.S. Army tätig. Nach Kriegsende begann Strauss eine akademische Ausbildung an der New School for Social Research in New York. Die weitere berufliche Laufbahn entwickelte sich dann jedoch zunächst gemäß der Familientradition, denn seit den 1950er Jahren betrieb er eine Firma für internationalen 
Spielwarengroßhandel mit Sitz in New York mit weitverzweigten Geschäftsbeziehungen. In den 1970er Jahren betrat der inzwischen renommierte Spielwarenunternehmer unternehmerisches Neuland und gründete den Verlag Abaris Books mit einer Spezialisierung auf kunsthistorischen Publikationen. In diesem Verlag erschienen die von Strauss erarbeiteten Werkkataloge der Zeichnungen von Albrecht Dürer (The Complete Drawings of Albrecht Dürer, 1974) und andere kunsthistorische Referenzwerke. Das größte Unternehmen seines Verlages besteht in der Herausgabe des vielbändigen druckgraphischen Corpuswerkes The Illustrated Bartsch, das seit 1978 erscheint und auf 174 Bände projektiert ist.

## Schriften (Auswahl)
- The Human Figure. The Complete "Dresden Sketchbook", edited by Walter L. Strauss, Dover, New York 1972
- The Complete Drawings of Albrecht Dürer, Abaris Books, New York 1974
- The German Single-Leaf Woodcut 1500–1550, revised and edited by Walter L. Strauss, Abaris Books, New York 1974 ff.

## Referenzen
- Biographischer Abriss von Thomas Eser (PDF)

| Personendaten    | Personendaten                                                                  |
| ---------------- | ------------------------------------------------------------------------------ |
| NAME             | Strauss, Walter L.                                                             |
| ALTERNATIVNAMEN  | Strauss, Walter Leopold (vollständiger Name)                                   |
| KURZBESCHREIBUNG | US-amerikanischer Kunsthistoriker, Unternehmer und Verleger deutscher Herkunft |
| GEBURTSDATUM     | 23. April 1922                                                                 |
| GEBURTSORT       | Nürnberg                                                                       |
| STERBEDATUM      | 14. Januar 1988                                                                |
| STERBEORT        | New York                                                                       |